# Peter Kleim
Peter Kleim (* 6. Mai 1956 in Kassel) ist ein deutscher Journalist und Korrespondent. Als Politikexperte für die USA ist er häufig in diversen Nachrichtenformaten der RTL Gruppe zu sehen. 

## Leben
Nach seiner Schulzeit studierte Kleim an der Ludwig-Maximilians-Universität München Kommunikationswissenschaft, Soziologie und Kunstgeschichte. Danach wechselte er auf die Journalistenschule München und wurde Redakteur der Abendzeitung. Im Anschluss folgte zunächst eine freie journalistische Tätigkeit für den BR. Im Jahr 1988 wechselte er zu dem Fernsehsender RTL und wurde RTL-Studioleiter München. 1990 wurde er RTL-Korrespondent für Ost-Berlin und Bürochef des RTL-Studio von Berlin. Ab 1992 war er RTL-Korrespondent und Bürochef von New York. 1997 übernahm er die Leitung des RTL-Studio Berlin und im Jahr 1999 wurde er Leiter des RTL-Hauptstadtstudio. 2011 wechselte er nach Washington, von wo aus er als Korrespondent für RTL und N-tv berichtet. Dort ist er auch der RTL-Studiochef.
Peter Kleim berichtete bereits über mehrere US-Präsidentschaftswahlen sowie die Amtseinführungen der gewählten Präsidenten. 